# المركز الثقافي العربي (معرة النعمان)
المركز الثقافي العربي ويُشار له اختصارًا المركز الثقافي، هو مركزٌ ثقافيٌ في معرَّة النُعمان بسوريا، تأسس في 28 أكتوبر/تشرين الأول 1939م في منتصف شارع أبي العلاء المعري، حيث كان يُحيط بِضريح أبي العلاء من جهاته الأربع، وكان يُعد من الأبنية التاريخية الهامة في المدينة، وذلك «لما يمتاز به هذا المبنى من طراز معماري فريد غني بزخارفه البديعة». نُقلَّ المركز في عام 2008 م إلى منطقة المساكن في معرَّة النُعمان، وأصبح يُعرف بالمركز الثقافي الجديد، أما المبنى القديم فيُسمى المركز الثقافي القديم.

## التاريخ

### بناء المسجد
مسجد أبي العلاء المعري ويُشار له اختصارًا مسجد أبي العلاء، هو مسجدٌ كان يقع في الجهة الجنوبية لمعرَّة النُعمان، بنيَّ بعد وفاة أبو العلاء المعري بزمنٍ في الساحة التي بها قبره، وتُشير المؤلفات بأنَّ «أصل مسجد أبي العلاء ساحةٌ من دور أهله عليها بابٌ قديمٌ صغير».
يُشير محمد سليم الجندي في كتابه «تاريخ معرّة النعمان» إلى موقع المسجد، حيث يذكر «وهو في المحلة القِبلية، في غربيه طريق آخذ من الشمال إلى جنوبيه، وغربي هذا الطريق من الشمال حَيْر ينتهي بطريق يفصل بينه وبين حير آخر يسمى الحير الكيبر، وهذا ينتهي بالجبَّانة الغربية». كان لهذا المسجد بابٌ صغير من الجهة الغربية، يؤدي إلى ساحةٍ طولها 8.7 مترًا وعرضها 6.82 مترًا. كما يُكمل الجندي في وصفه قائلًا «وفي شمالي الساحة صُفّةٌ مرتفعة نحو (30) سانتيمترًا واصلة ما بين الجدار الغربي والمدفن الذي فيه الباب وعرضها (120) سانتيمترًا وفيها بعض الشجيرات». يُقابل هذا الباب الغرفة التي فيها قبر أبي العلاء. كما يُشير الجندي في كتابه بأنه «يتصل بالقبة من الجنوب غرفة صغيرة تزيد في طولها نحو متر عن الغرفة السابقة، وعرضها نحو عرض الأولى، وارتفاعها أقل بنحو متر، وفيها شيخ بصير يقرئ الأطفال القرآن». يُوجد في جنوبي الساحة الأولى الخارجية مسجدٌ طوله 6.5 مترًا وعرضه 5.55 مترًا، وفي جنوب هذه المسجد قبرٌ طويلٌ مكتوبٌ عليه بالخط الكوفي من سورة الإخلاص. يمتلك المسجد محرابًا ولكن ليس فيه منبر، كما يُوجد بابٌ في جداره الشرقي يُفضي إلى ساحةٍ واسعة، طولها 11.75 مترًا وعرضها 6.37 مترًا، وفيها قبرٌ طوله نحو مترين. تذكر المصادر بأنه كان في الساحة قبورٌ كثيرة، وفيها بئر ماءٍ يتوضأ منه المصلون، وفيها شجرٌ من التين والرمان.

### قبر أبي العلاء

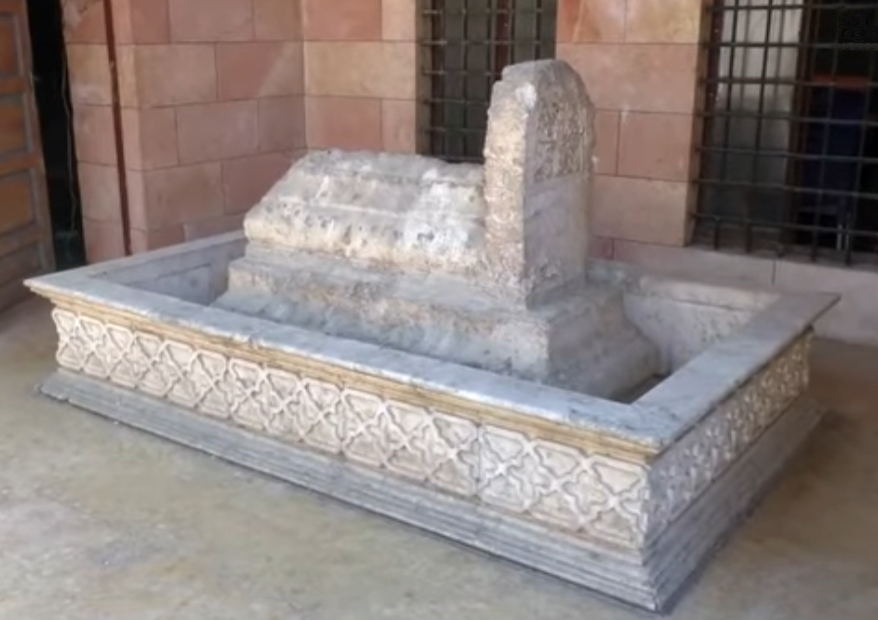
قبر أبو العلاء داخل المركز الثقافي الحامل اسمه، كما بدا سنة 2018م قبل أن تخرج المعرَّة من حوزة قُوَّات المُعارضة السوريَّة.

يقع قبر أبي العلاء في غرفةٍ طولها 3.18 مترًا وعرضها 2.95 مترًا وفيها قبةٌ ارتفاعها 4 أمتار تقريبًا. أما القبر فيبلغ طوله 1.25 مترًا وعرضه 0.75 مترًا، وفوقه حجران قائمان مكتوبٌ عليهما بالخط الكوفي. ويُشير الجندي بأنه «قد استعصي علينا قراءة بعضها، فرغبنا إلى أحسن رجلٍ بدمشق في عصرنا يحسن قراءة مثل هذه الآثار، وهو مدير الآثار فيها، فرسم لنا صورة ما استطاع قراءته منها»، ويُعقب الجندي على ذلك بأنه كان مكتوبًا عليها:
- «الله لا إله إلا هو الحي القيوم»، كما أنَّ هناك كلمة قبل لفظ الجلالة لم تُفهم.
- «رحمة الله عليه»، يُوجد في أعلاها كتابةٌ على شكل نصف دائرة، لم تمكن قراءتها.
- «أبا العلاء بن عبد الله بن سليم» ولعلها سليمان، وهذا الحجر هو الذي وضع فوق قبره الآن وحده. في أعلاها كلماتٌ محطمة لم تمكن قراءتها، ويُظن أنَّ كلمة سليم فيها، وهي سليمان.
- «أبا العلاء بن سليمان رحمه الله تعالى. الثاني الخميس ليال مضو.. رمضان سنة.. وثلثين وخمسمائة»، فيها كلماتٌ عسر فهمها، وما قيل: لفظ خمسمائة أقرب، إلى رسم ثمانين منه، إلى رسم ثلثين.

وتذكر المصادر حول النقطة الأخيرة، بأنَّ التاريخ المذكور جاء بعد وفاة أبي العلاء بمدةٍ طويلة؛ لأنَّ وفاته كانت في عام 449 هـ، ورجحت بأنَّ هذا التاريخ مرتبطٌ ببناء القبر لا الوفاة، كما يذكر الجندي بأنَّ «ذلك غير معروف ولا مألوف، وإما أن يكون الحجر الذي عليه تاريخ وفاة أبي العلاء قد فقد، واستبدل بحجر عليه تاريخ أحد أقربائه من بني عبد الله بن سليمان»، ويُكمل «لا يستبعد أن يكون الحجر الأصلي حطمه بعض المتورعين، لأنَّ المعرة أتى عليها حينٌ من الزمن كانت تعد فيه أبا العلاء من الزنادقة والملحدين» أو أن «يكون الحجر الأصلي باعه أحد الرعاع الجهلة، أو أخذه وحطمه، وجعلها في بناء داره».
كما يذكر بأنه قد أخبره بعض علماء حلب بأنه عندما زار معرة النعمان «رأى حجرًا إلى جانب قبر أبي العلاء، فادعى أنه شاهدة قبره، ورفع حجرًا من القبر ووضعه مكانه، ومما لا شك فيه أن ذلك الحجر الذي وضعه ليس الحجر الأصلي، وقد فاتني أن أسأله أي حجر هو، ولكني أعتقد أنه ذو الرقم (5) لأنَّ خطه مخالف لخط الحجارة الباقية، وعلى هذا يكون هذا الحجر من قبر آخر، والتاريخ لغير أبي العلاء».
كان علي بن يوسف بن إبراهيم القفطي قد زار هذا القبر بعد الستُمائة للهجرة فرأى عليه خُبَّازة يابسة، وكان مهملًا جدًا. كما رآه الذهبي(1) بعد ذلك بمائة سنة، فرآه كما رآه القفطي. يُعقب الجندي على ذلك «فإما أن يكون قبره كان مكشوفًا، ثم بنيت عليه الغرفة والقبة، وإما أن يكون رأى الخبازة في ساحته، لأن الغرفة التي فيها القبر لا يعيش فيها نبات، لأن الشمس لا تدخلها. وليس لها إلا باب صغير يتجه إلى الشمال، وأرضها مفروشة بالبلاط». كما زاره علاء الدين بن المُظفَّر الوداعي سنة 679 هـ فرآه قد اندثر ولصق بالأرض.

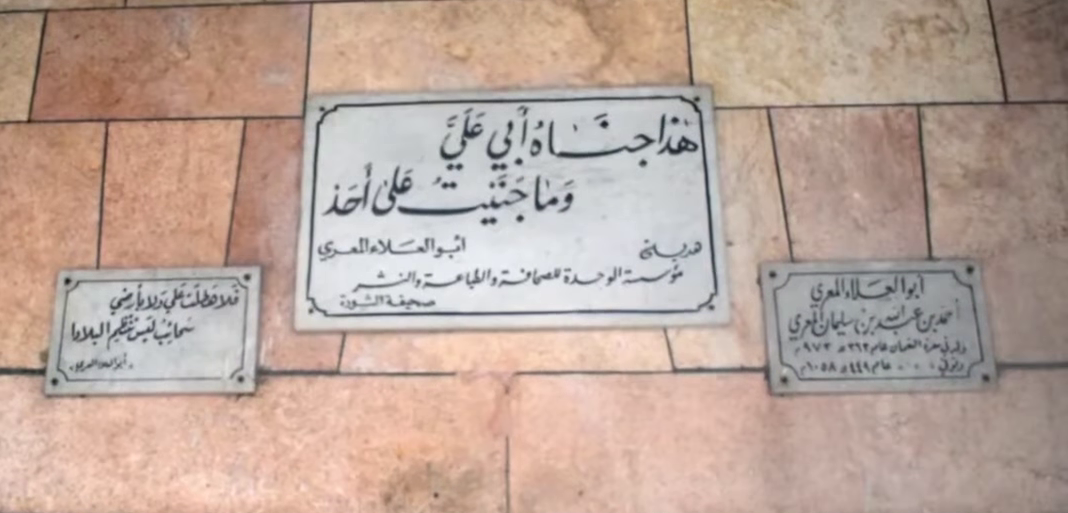
لوحة تذكاريَّة حديثة نُقش عليها البيت الذي قيل أنَّ أبي العلاء أوصى بِكتابته على قبره، في المركز الثقافي بِالمعرَّة.

يذكر كامل الغزي في كتابه «نهر الذهب في تاريخ حلب» بأنَّ الناس كانوا يضعون الماء طوال الليل عند قبر أبي العلاء، ثم يستعملونها للشفاء من الحُمى، ويُكمل بأنه كان منقوشٌ على قبره البيت الشهير هذا جناه أبي علي، ولكنه غير موجودٍ الآن، وإنما مكتوبٌ على قبره:
ولكنَّ المصادر تنفي هذا الأمر، وتذكر بأنَّ هذا البيتان مكتوبان على قطعةٍ من الورق، كان قد كتبها الأستاذ أبو بكر صدقي الديوريكي، عندما كان معلمًا في مكتب الإرشاد في المعرة عام 1312 هـ.

### تجديد الضريح
عزمت الحكومة السورية في عام 1344 هـ الموافق 1925 م على بناء ضريحٍ لأبي العلاء، ولكنها توقفت عن العمل بسبب الثورة السورية الكبرى. وعندما استقرت الأوضاع، أعاد أحد النواب فتح هذه القضية في المجلس النيابي المُنعقد عام 1352 هـ الموافق 1933 م، واقترح على الحكومة، لأجل تمويل عملية البناء، طباعة مجموعةٍ من الطوابع البريدية تحت اسم أبي العلاء في عهد الجمهورية السورية الأولى، ولكنَّ الحكومة حاولت المماطلة في القضية، ودعمها بعض النواب، إلا أنَّ النواب الآخرين اشتدوا عليها، فأقرت الاقتراح، وظهرت الطوابع عام 1353 هـ الموافق 1934 م.

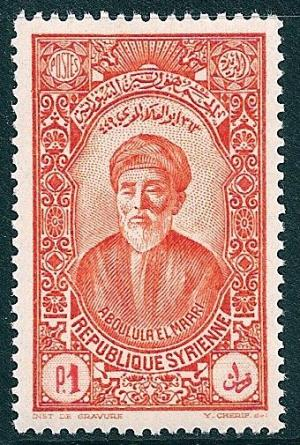
قرشٌ واحد
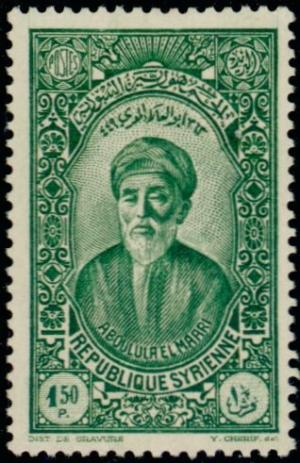
قرشٌ ونصف
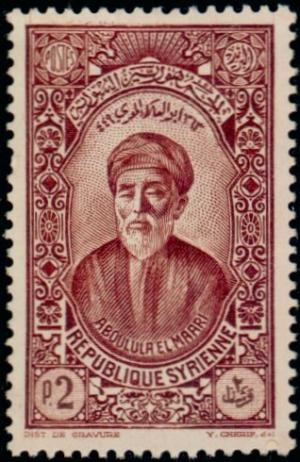
قرشان
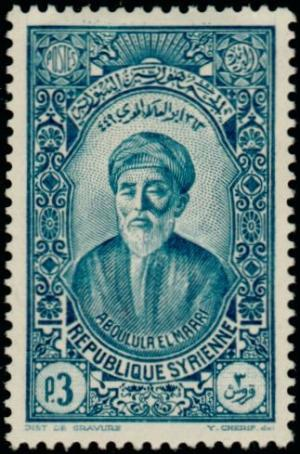
ثلاثة قُرُوش
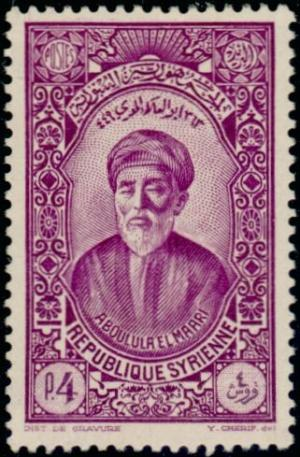
أربعة قُرُوش
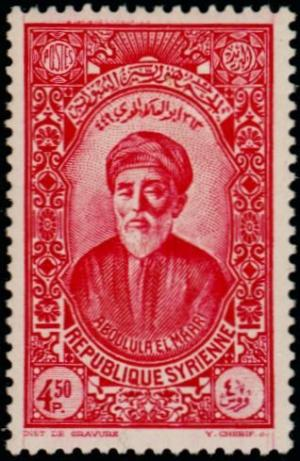
أربعة قُرُوش ونصف
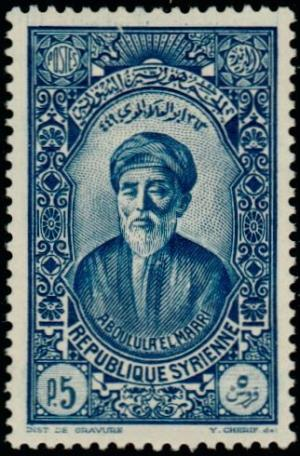
خمسة قُرُوش
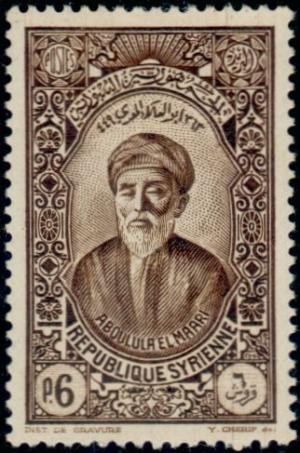
ستة قُرُوش
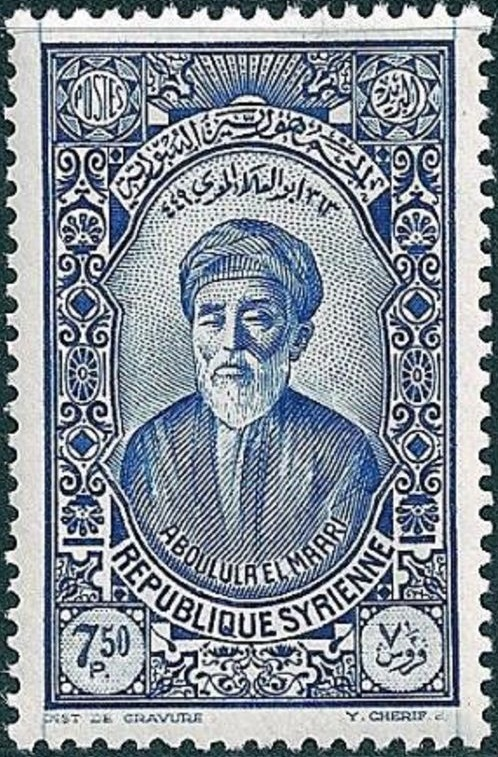
سبعة قُرُوش ونصف

بيعت هذه الطوابع لفترةٍ وجيزة، ثم طالب فريقٌ من الأدباء بإنجاز الضريح، فطلبت الحكومة من المهندس المعماري الفرنسي ميشال أكوشاغ (11 مارس 1905 - 24 مايو 1985) أن يضع مخططًا للضريح والبناء الذي يُحيط به، وذلك تحضيرًا للبناء الجديد الذي يُشبه شكل المدارس الإسلامية القديمة. انتهى العمل في أكثر من عام، وانشأت مكتبةٌ بجانب الضريح على نمط أبنية القرن الرابع الهجري، بحيث يرى منها الضريح القديم. كما هُدمت المنازل المجاورة لمسجد أبي العلاء.
بدأت عمليات هدم المسجد والضريح المذكورين في 6 أغسطس (آب) 1938 م. ووُضع حجر أساس البناء الجديد في 28 نوفمبر (تشرين الثاني) 1939 م، وكان ذلك بحضور عدد من الشخصيات الرسمية، والتي تضمنت مدير العدلية ومندوب المفوض السامي ومستشار الداخلية ومحافظ حلب ورئيس البلدية ومدير الشرطة وعددٌ من رجال الصحافة. كما أذاعت دائرة المطبوعات في الجمهورية السورية في 19 كانون الأول (ديسمبر) 1939 م الموافق 7 ذي القعدة 1358 هـ بيانًا ذكرت فيه بأنه قد تقرر تأسيس مكتبةٍ في معرة النعمان خاصة بأبي العلاء، وستقام بجانب ضريحه، وتحتوي على مؤلفاته وما ألف في اللغة العربية وغيرها؛ وذلك لتكون مصدرًا يرجع إليه من يود دراسة أدبه وفلسفته، وأنَّ بلدية المعرة تتقدم بالشكر لكل من يهدي إلى هذه المكتوبة من الكتب المطبوعة أو المخطوطات أو المجلات وغيرها.
انتهى بناء الضريح والمسجد في سنة، ولكنَّ شكل البناء لم يُعجب الناس، ويذكر الجندي في ذلك بأنَّ البناء «جاء على شكل يمقته كل من رآه، وينقم على مهندسه الذي رسم مخططه، والحكومة التي وافقت في البناء على شكله»، ولكثرة شكوى الناس، أعادت الحكومة هدم المبنى وغيرت خريطة البناء، فبنته على شكلٍ جديد، ولكنها لم تقم فيه مكتبةً ولم تجمع كتبًا، ويذكر الجندي في ذلك بأنه «لعل الحكمة في ذلك هي أنَّ الله تعالى قدر على أبي العلاء أن لا يخلو من منقص في حياته وبعد موته».
أُقيم مهرجانٌ لمرور ألف عامٍ على ميلاد أبي العلاء سُميَّ «المهرجان الألفي لأبي العلاء»، وأعلن آنذاك الأديب طه حسين بتبرع المملكة المصرية بألفين من الجنيهات، فقال «رأت مصر أن تكون مشاركتها في إحياء ذكرى أبي العلاء متصلة بشخصه وبلده، وقد علم أنَّ سورية قد جددت قبر الشيخ، وأقامت إلى جانبه مكتبة، فقررت أن تشارك في هذه المكتبة، وكلفني وزير المعارف أن أعلن أن الحكومة المصرية تتبرع بألفين من الجنيهات لتشتري بها الحكومة السورية بعض ما تحتاج إليه هذه المكتبة من الكتب»، ثم وُضع المبلغ باسم خليل مردم بك، والذي كان الأمين العام للمجمع العلمي العربي.

### المركز الثقافي العربي

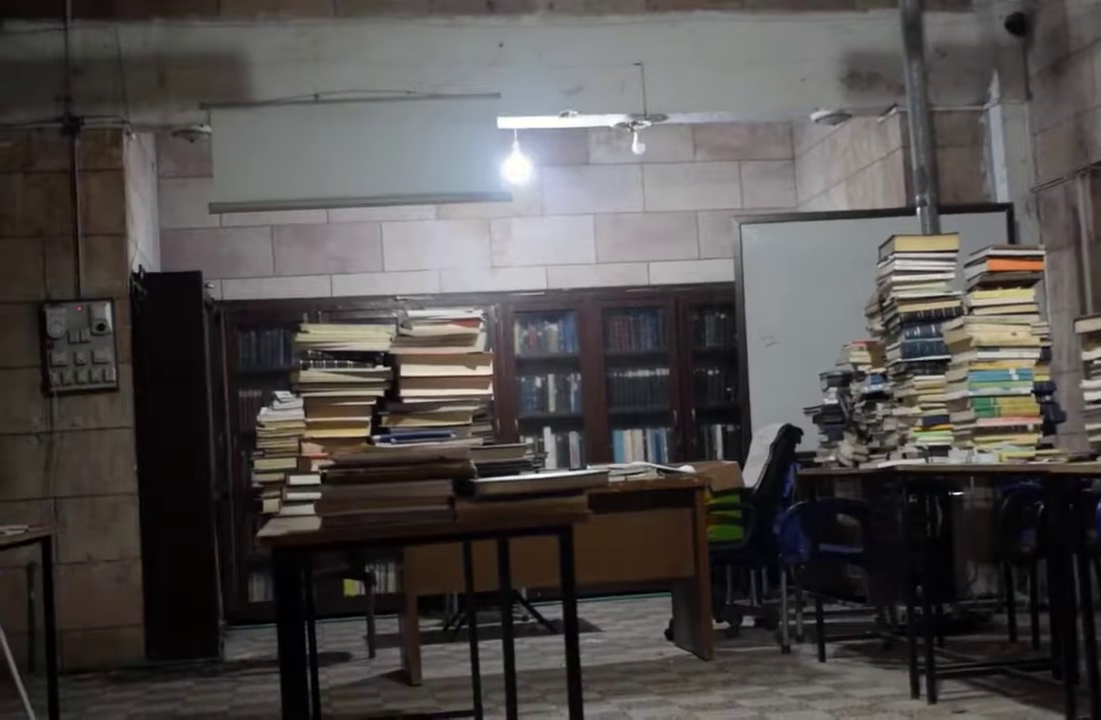
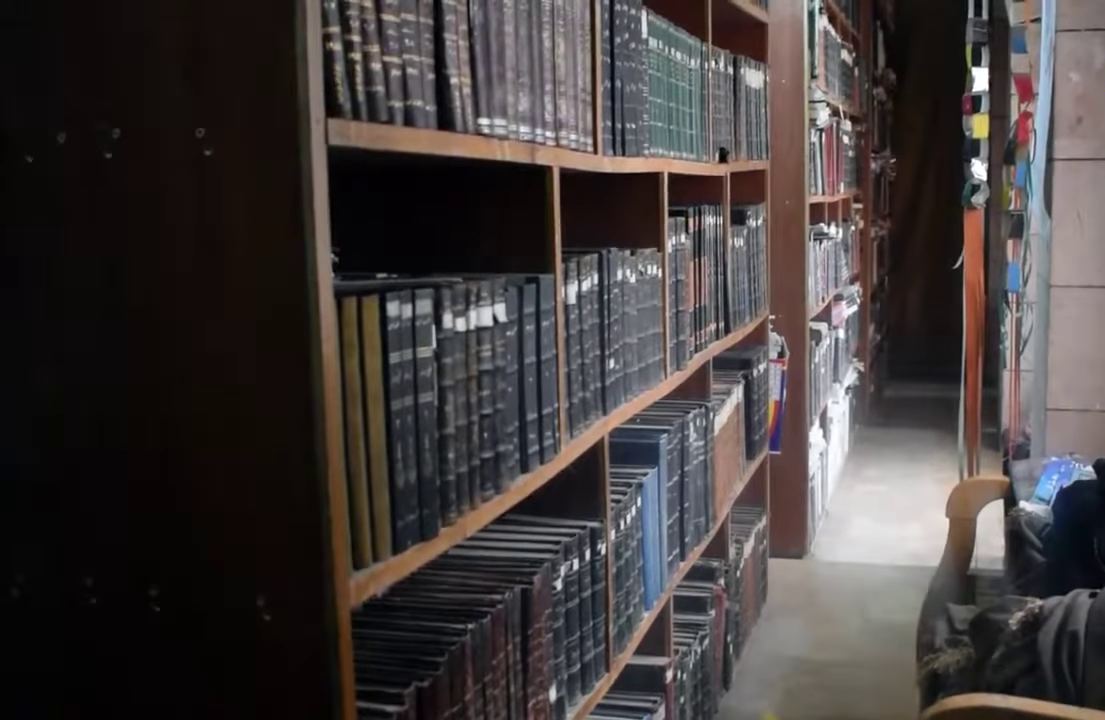
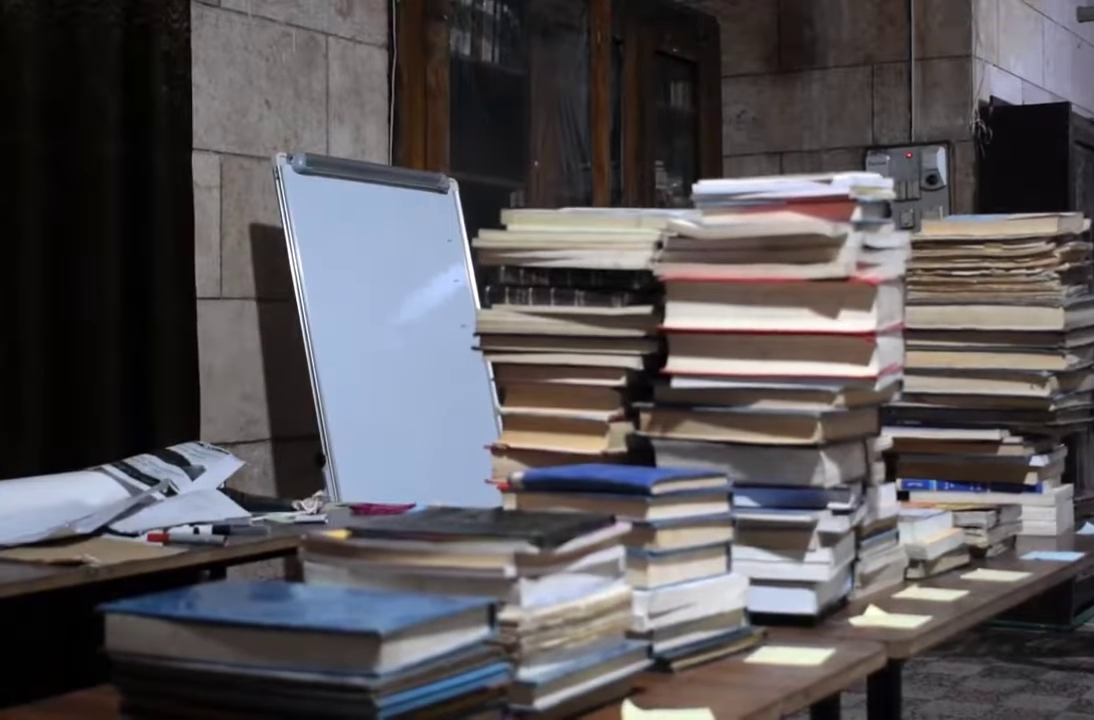
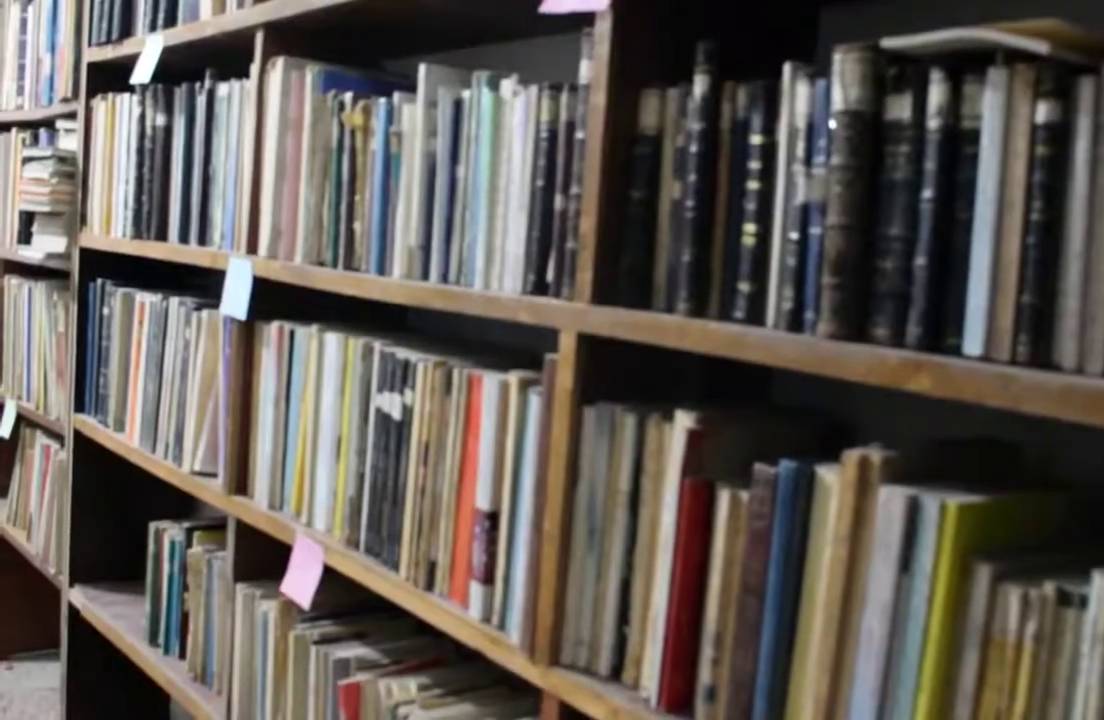
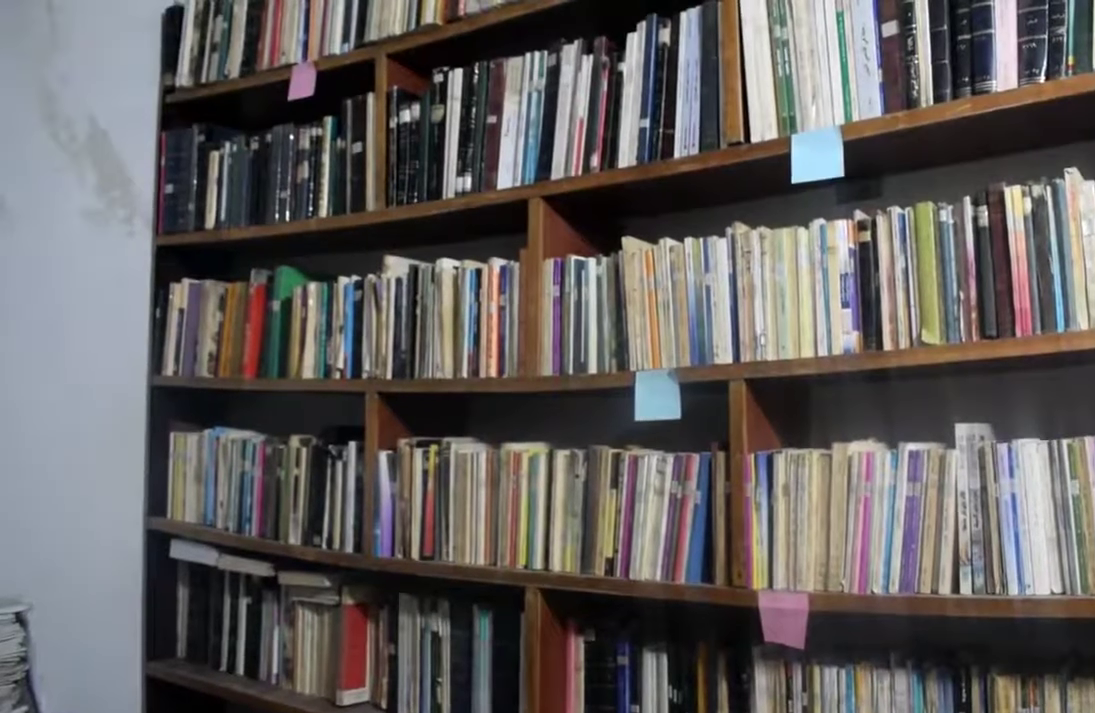
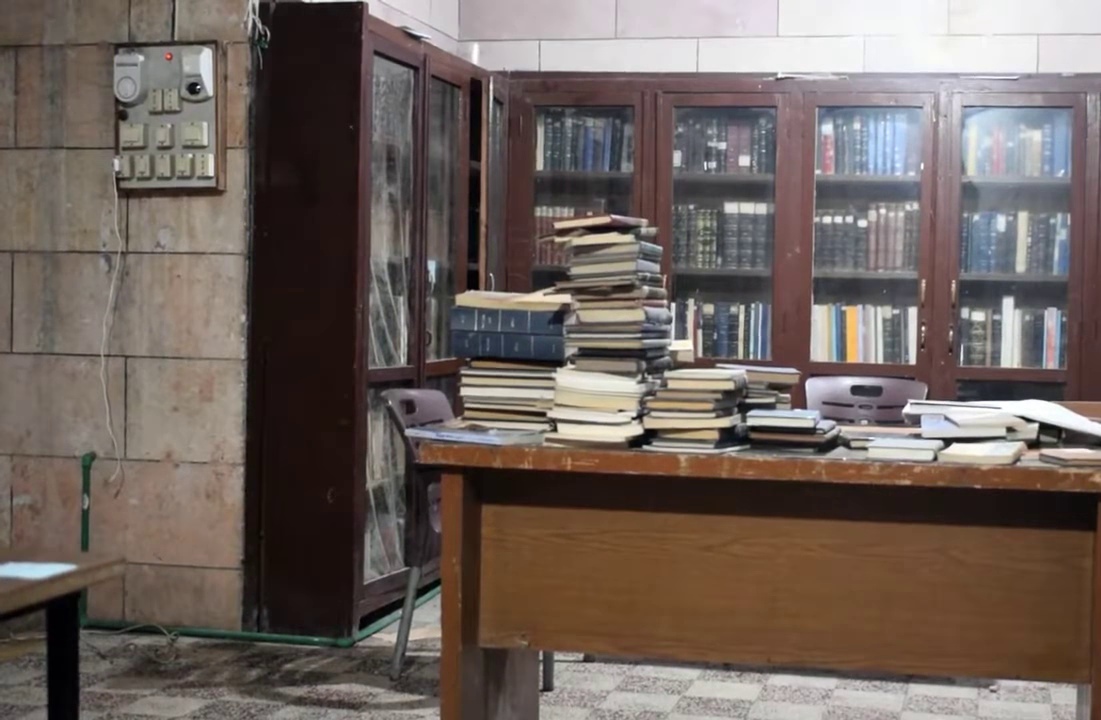
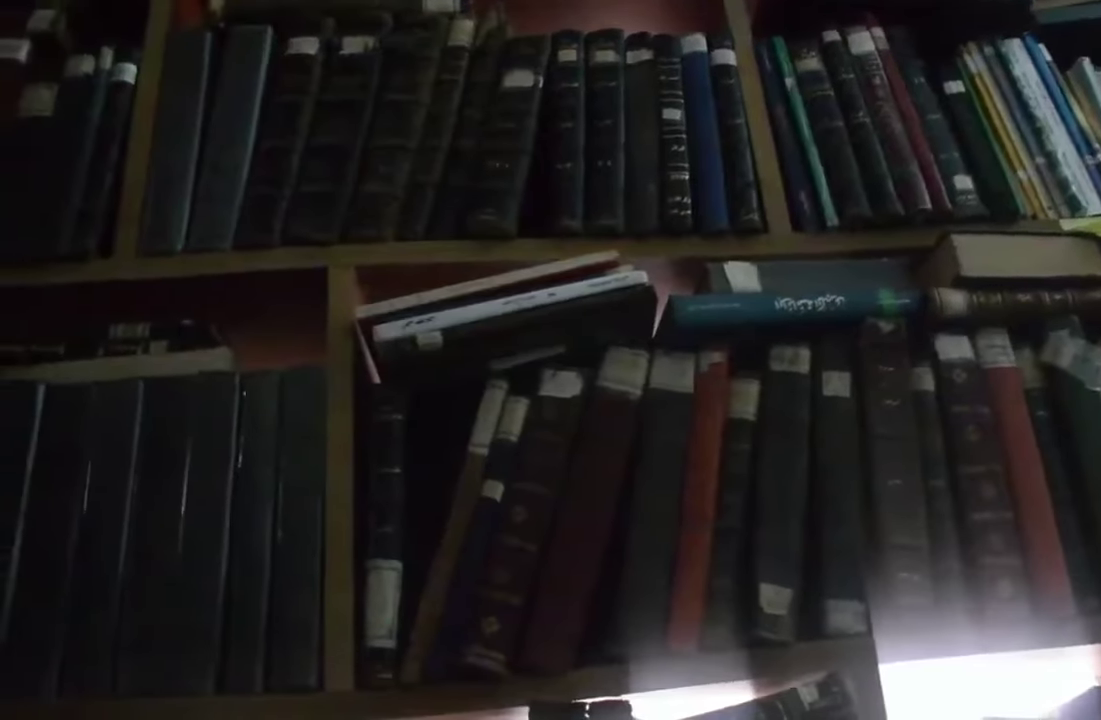
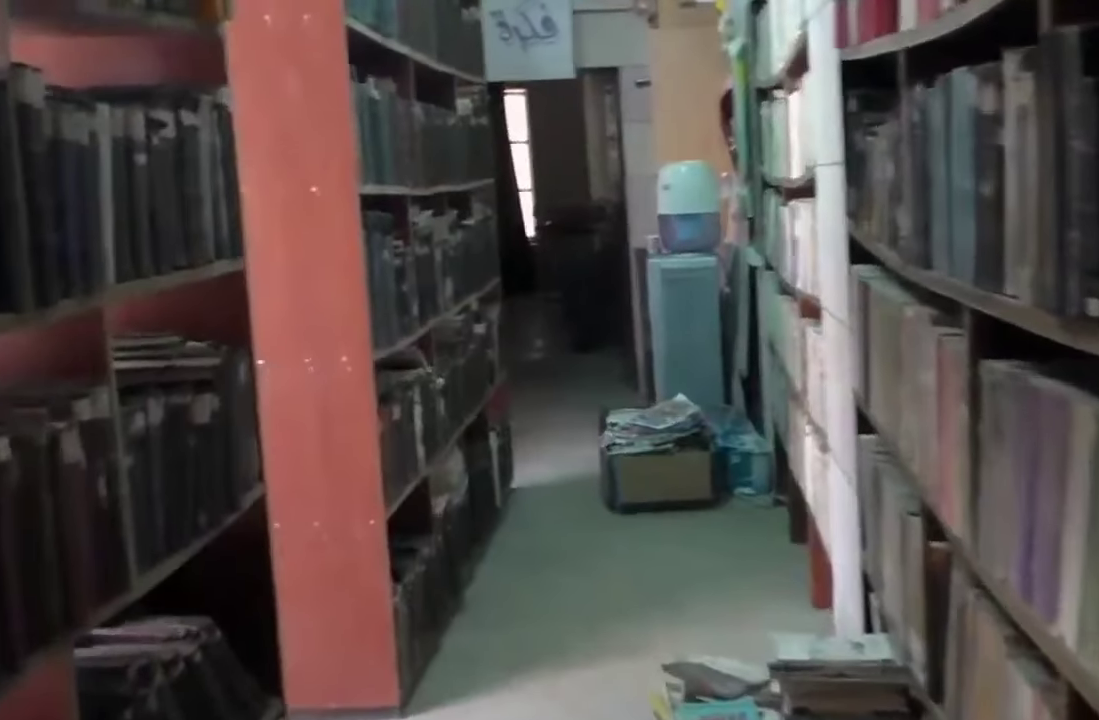

أُلحقَّ البناء بوزارة الثقافة والإرشاد القومي في عام 1958 م، وأُطلق عليه اسم المركز الثقافي العربي، ويذكر الجُندي بأنه زار المركز في يناير (كانون الثاني) 1963 م، فوجده مليئًا بالمطالعين، وكان مديره آنذاك السيد عبد العزيز دقماق. وقام المركز بنشاطٍ جيد في عام 1962 م، فزادت كتبه لتصبح 3127 كتاب، وبلغ عدد زائريه 17143، وعدد الندوات والمحاضرات التي أُقيمت فيه 14. كان عبد الحميد غريب مديرًا للمركز في الفترة ما بين 1979-1989 م، ويذكر بأنه «بسبب أن الضريح هو مقصد الزائرين في أيام العطلة، طالبت أن تكون عطلة المركز الثقافي يوم الثلاثاء بدلاً من يوم الجمعة».
تحدث عدنان مخزوم، والذي كان مديرًا للمركز، عن وضع المكتبة قائلًا: «قبر الفيلسوف والشاعر أبي العلاء يجب أن يكون على قدر من الإحترام تقديرًا لاسم هذا الشخص العظيم، بحيث لا يتم إهماله بهذا الشكل، وأن تُملأ المكتبة بمؤلفاته، فيكون مقصدًا ثقافيًا وأثريًا لمن يريد أن ينهل من فكر أبي العلاء، فوضع المكتبة بهذا الشكل غير مقبول، ويجب الإلتزام بقرار معين تجاه تطوير هذا المكان وإعادة الحياة له، وقد إقترحت على وزارة الثقافة خلال فترة رئاستي للمركز أن يُعطى المركز مهمة تنظيم شؤونه المالية، وإعفاء مجلس المدينة من هذه المهمة التي تدخل في صُلب عمل المركز».
كما يذكر عبد الخالق سرجاوي، والذي كان مديرًا للمركز ورئيسًا للمكتبة، بأنه قد «أُقيمت في العام 1997 ندوة في المركز برعاية وزارة التعليم العالي حضرها مفكرون وأدباء من كافة الدول العربية، هذا الأمر ساهم في الإلتفات مجددًا إلى مكانة المبنى والضريح، وساعد على عودة المهرجان بعد انقطاعٍ طويل، لذلك تطلب الأمر إعادة ترميم المكان وتأهيله لاستقبال ضيوف المهرجان، ويجب اليوم تفعيل دور هذه المكتبة، وإحضار نسخ من مجلدات أبي العلاء وكتبه لإغناء كل من يريد التعرف على شخصيته، ويجب أن يبقى المركز مفتوحًا خلال الدوام الرسمي لاستقبال أي زائر، ومسؤولية الحفاظ على مكانة المبنى وحماية هذا المعلم الثقافي الكبير تقع على عاتق وزارة الإدارة المحلية إلى جانب المسؤولية المباشرة لوزارة الثقافة عن الموضوع أيضًا».
يحظى هذا المركز بأهميةٍ خاصة، فهو إضافةً لوجود ضريح المعري في داخله تأتي أهميته من موقعه وسط الشارع الرئيسي المسمى باسم أبي العلاء. كما تذكر المصادر بأنَّ عددًا كبيرًا من الشخصيات قد زار المركز، ومنهم طه حسين، بدوي الجبل، معروف الرصافي، عبد القادر المازني، أنور السادات، وغيرهم، كما ترك معظمهم كلمات دُونت في سجل الزيارات الموجود في المركز.

### المبنى الجديد
نُقلَّ المركز في عام 2008 م إلى منطقة المساكن في معرَّة النُعمان. سُلم المبنى الجديد لمديرية الثقافة في إدلب من قبل مؤسسة الإسكان العسكري، وهي الجهة المنفذة للمشروع، ويضم المركز الجديد مسرحًا يتسع لأربعمائة كرسي، وكان قد بُنيَّ على الطراز الحديث، وتذكر المصادر حول هذا بأنه «لم يراع ثقافة وخصوصية المنطقة».
أضحى المبنى القديم يحتوي على مجموعةٌ من الخزائن التي قدمتها وزارة المعارف المصرية عبر الأديب طه حسين، وبقيَّ المبنى مفتوحًا لاستقبال زوار الضريح، وأصبح يُعرف باسم المركز الثقافي القديم. ويذكر الأستاذ محمد صيادي، مدير المركز الثقافي العربي، بأنهُ «في العام 2008 انتقلنا إلى المبنى الحديث للمركز الثقافي الواقع شرق مدينة المعرة، أما المبنى القديم فما زال وضعه غير مستقر، وبدورنا أرسلنا كتاباً لوزارة الثقافة بتسميته مكتبة "المعري"، وطبعاً كانت هناك محاولة لملئه بكتب ومجلدات أبي العلاء، لكن المحاولة غير ناجحة لأن المجلدات التي بحوزتنا ليست ذات عدد كبير وينقصنا العديد من الكتب لكف حاجة القراء من الإنتقال إلى المركز الجديد لطلب كتب أخرى، ولهذا أعدنا الأمور إلى نصابها». كانت المكتبة تضم آنذاك أكثر من أربعة عشر ألفًا وخمسمائة كتاب في فروع المعرفة كافة.

### الوضع الحالي
كان ضريح المعرِّي قبل اندلاع الثورة على نظام الأسد سنة 2011م وُجهةً لِلزُّوار والسُيَّاح، ومع اندلاع الثورة المذكورة وتطوُّرها إلى حربٍ شاملة، حلَّ الخراب والدمار بأغلب المناطق والمُدُنٍ السوريَّة، ونالت معرَّة النُعمان نصيبها من هذا الخراب بعد أن سيطرت عليها قُوَّات المُعارضة، فقصفها الجيش السوري بِالطائرات الحربيَّة وبِالمدفعيَّة، وأُصيب ضريحُ أبو العلاء بالقذائف ثلاث مرَّاتٍ بين سنتيّ 2012 و2014م، لكنَّ متانة البناء حالت دون دماره وفق ما قاله أحد المسؤولين عن المركز الثقافي.
حاول عددٌ من الناشطين في سبتمبر (أيلول) 2017 م إعادة تفعيل المركز بعد المعارك التي حصلت في المدينة، وذلك بهدف الحفاظ على الإرث الأدبي الكبير، فأفرغوا المركز الجديد من الكتب قبل استهدافه من قبل الطيران وإحراقه، فنقلوها إلى المركز القديم لإعادة وضعها في متناول القراء. كما نشرت المصادر في أكتوبر (تشرين الأول) 2020 م، صورًا للمركز الثقافي كان أحد المدنيين قد تمكن من التقاطها، حيث أظهرت نهب بعض ممتلكات المركز واحتراق جزء منه ودمار أجزاء أُخرى، كما يُظهر تعرض الضريح لتخريب شديد.

## الهوامش
- «1»: مُحمد بن أحمد بن عثمان بن قايماز بن عبد الله التركماني الأصل ثم الدمشقي الذهبي (673 - 748 هـ = 1274 - 1348 م)، هو محدثٌ ومؤرخٌ. وُلد في دمشق، وسمع بحلب ونابلس ومكة، كما سمع منه كثيرون. تُوفي في دمشق. له تصانيفٌ كثيرةٌ في الحديث والتاريخ.[9]

## وصلات خارجية
- أبو شمس، مصطفى (6 نوفمبر 2017). "رأس المعرّي ومسقطه". الجمهورية. مؤرشف من الأصل في 2022-07-06. اطلع عليه بتاريخ 2022-07-06.